# Burton (Cheshire)
Burton is een civil parish in het bestuurlijke gebied Cheshire West and Chester, in het Engelse graafschap Cheshire met 50 inwoners.